# Claudia Black
Claudia Lee Black, avstralska filmska in televizijska igralka, * 11. oktober 1972.
Blackova je najbolj poznana po vlogah v znanstveno fantastičnih serijah Farscape in Stargate SG-1 Poznana tudi po filmu Kraljica prekletih, kjer je zaigrala vampirko Pandoro.

## Filmografija
| 1993.        | Seven Deadly Sins                |                                     | (TV mini-serija) |                                        |
| 1993.        | G.P.                             | Joanna                              | TV               | Epizoda: A Thousand Flowers, 1. del    |
| 1993.        | Police Rescue                    | Julia                               | TV               | Epizoda: Double Illusion               |
| 1993.- 1994. | A Country Practice               | Claire Bonacci                      | TV               | Epizoda: Burning Bright, 1. in 2. del  |
| 1996.        | City Life                        | Angela Kosapas                      | TV               |                                        |
| 1997.        | Amazon High                      | Karina                              | TV               |                                        |
| 1997.        | Water Rats                       | Beth Williams                       | TV               | Epizoda: All at Sea                    |
| 1997.- 1998. | Hercules: the Legendary Journeys | Cassandra                           | TV               | Epizode: Hercules on Trial in Atlantis |
| 1998.        | Good Guys, Bad Guys              | Jill Mayhew                         | TV               | Epizoda: Naughty Bits                  |
| 1999.        | Kôtetsu tenshi Kurumi            | Steel Angel Mikhail (posodila glas) | TV               | posodila glas za angleško verzijo      |
| 1999.        | A Twist in the Tale              | Morgana                             | TV               | Epizoda: Obsession in August           |
| 1999.- 2003. | Farscape                         | Aeryn Sun                           | TV               |                                        |
| 2000.        | Pitch Black                      | Sharon Montgomery                   | Film             |                                        |
| 2000.        | Xena: Warrior Princess           | Amazon # 2                          | TV               | Epizoda: Lifeblood                     |
| 2001.        | BeastMaster                      | Huna                                | TV               |                                        |
| 2002.        | Farscape: The Game               | Aeryn Sun (posodila glas)           | Video igra       |                                        |
| 2002.        | Queen of the Damned              | Pandora                             | Film             |                                        |
| 2003.        | Lords of Everquest               | Lady Briana (posodila glas)         | Video igra       |                                        |
| 2004.        | Farscape: The Peacekeeper Wars   | Aeryn Sun                           | TV               |                                        |
| 2005.        | God of War                       | Artemis (posodila glas)             | Video igra       |                                        |
| 2005.        | Neopets: The Darkest Faerie      | Fauna (posodila glas)               | Video igra       |                                        |
| 2007.        | Project Sylpheed                 | Pripovjedač (posodila glas)         | Video igra       |                                        |
| 2004.- 2007. | Stargate SG-1                    | Vala Mal Doran                      | TV               |                                        |
| 2007.        | The Dresden Files                | Liz                                 | TV               |                                        |
| 2007.        | Stolen Life (Machinama Movie)    | Kieru (posodila glas)               | Film             |                                        |
| 2007.        | Crysis                           | Helena (posudila glas)              | Video igra       |                                        |
| 2008.        | Stargate: The Ark of Truth       | Vala Mal Doran                      | Film             |                                        |
| 2008.        | Stargate: Continuum              | Vala Mal Doran                      | Film             |                                        |
| 2008.        | Moonlight                        | The Cleaner                         | TV               |                                        |